# پدرو الکالا
پدرو الکالا (انگلیسی: Pedro Alcalá؛ زادهٔ ۱۹ مارس ۱۹۸۹) بازیکن فوتبال اهل اسپانیا است.
از باشگاه‌هایی که در آن بازی کرده‌است می‌توان به باشگاه فوتبال رئال مورسیا، باشگاه فوتبال ژیرونا، باشگاه فوتبال آلکورکون، و باشگاه فوتبال مالاگا اشاره کرد.
وی همچنین در تیم‌های ملی فوتبال زیر ۱۷ سال اسپانیا و زیر ۲۰ سال اسپانیا بازی کرده‌است.